# EHC Black Wings Linz 2008/09
Sezona 2008/09 je bila 9. sezona kluba EHC Black Wings Linz v najvišji kategoriji avstrijskega hokeja na ledu - Avstrijski hokejski ligi. Domače tekme so igrali v Donauparkhalle Linz. Redni del se je začel 19. septembra 2008.

## Redni del Avstrijske hokejske lige

### Končna lestvica
| #   | Klub                      | OT | Z  | PP | P  | GR      | T  |
| --- | ------------------------- | -- | -- | -- | -- | ------- | -- |
| 1.  | EC KAC                    | 54 | 38 | 4  | 16 | 204:141 | 80 |
| 2.  | Vienna Capitals           | 54 | 33 | 7  | 21 | 203:162 | 73 |
| 3.  | EC Red Bull Salzburg      | 54 | 32 | 4  | 22 | 200:157 | 68 |
| 4.  | VSV EC                    | 54 | 31 | 5  | 23 | 183:153 | 67 |
| 5.  | EHC Black Wings Linz      | 54 | 30 | 3  | 24 | 166:144 | 63 |
| 6.  | HK Acroni Jesenice        | 54 | 24 | 6  | 30 | 179:197 | 54 |
| 7.  | Graz 99ers                | 54 | 24 | 6  | 30 | 124:154 | 54 |
| 8.  | HC TWK Innsbruck          | 54 | 24 | 6  | 30 | 153:186 | 54 |
|     |                           |    |    |    |    |         |    |
| 9.  | Alba Volán Székesfehérvár | 54 | 17 | 9  | 37 | 129:178 | 43 |
| 10. | HDD Tilia Olimpija        | 54 | 17 | 7  | 37 | 131:200 | 41 |

## Postava
| Vratarji | Vratarji                | Vratarji       | Vratarji    | Vratarji                    | Vratarji |
| -------- | ----------------------- | -------------- | ----------- | --------------------------- | -------- |
| #        |                         | Igralec        | Boljša roka | Kraj rojstva                |          |
| 22       | Avstrija                | Gerald Kastner | leva        |                             |          |
| 32       | Združene države Amerike | Alex Westlund  | desna       | Flemington, New Jersey, ZDA |          |
| 33       | Avstrija                | Lorenz Hirn    | leva        | Feldkirch, Avstrija         |          |

| Branilci | Branilci                | Branilci              | Branilci    | Branilci                          | Branilci |
| -------- | ----------------------- | --------------------- | ----------- | --------------------------------- | -------- |
| #        |                         | Igralec               | Boljša roka | Kraj rojstva                      |          |
| 3        | Združene države Amerike | Ray DiLauro           | leva        | Bensalem, Pennsylvania, ZDA       |          |
| 4        | Kanada                  | Richard Seeley        | leva        | Powell River, Britanska Kolumbija |          |
| 6        | Avstrija                | Alexander Pallestrang | leva        | Bregenz, Avstrija                 |          |
| 8        | Avstrija                | Michael Mayr          | leva        | Linz, Avstrija                    |          |
| 14       | Avstrija                | Florian Iberer        | leva        | Gradec, Avstrija                  |          |
| 27       | Avstrija                | Gerd Gruber           | leva        | Gradec, Avstrija                  |          |
| 47       | Združene države Amerike | Lars Helminen         | desna       | Brighton, Michigan, ZDA           |          |
| 55       | Avstrija                | Robert Lukas          | leva        | Dunaj, Avstrija                   |          |

| Napadalci | Napadalci               | Napadalci            | Napadalci | Napadalci   | Napadalci                           | Napadalci |
| --------- | ----------------------- | -------------------- | --------- | ----------- | ----------------------------------- | --------- |
| #         |                         | Igralec              | Položaj   | Boljša roka | Kraj rojstva                        |           |
| 15        | Avstrija                | Matthias Iberer      | LW        | leva        | Gradec, Avstrija                    |           |
| 19        | Kanada                  | Rob Shearer          | C         | desna       | Kitchener, Ontario, Kanada          |           |
| 20        | Kanada                  | Brad Purdie          | C         | desna       | Dollard-des-Ormeaux, Quebec, Kanada |           |
| 21        | Avstrija                | Philipp Lukas        | RW        | leva        | Dunaj, Avstrija                     |           |
| 25        | Avstrija                | Mark Szücs           | LW        | leva        | Toronto, Ontario, Kanada            |           |
| 29        | Švedska                 | Markus Matthiasson   | W         | leva        | Uppsala, Švedska                    |           |
| 46        | Avstrija                | Christoph Ibounig    | LW        | leva        | Celovec, Avstrija                   |           |
| 63        | Avstrija                | Schlacher Markus     | F         | leva        | Beljak, Avstrija                    |           |
| 71        | Združene države Amerike | Pat Leahy            | RW        | desna       | Duxbury, Massachusetts, ZDA         |           |
| 74        | Avstrija                | Daniel Oberkofler    | F         | leva        | Gradec, Avstrija                    |           |
| 79        | Avstrija                | Gregor Baumgartner   | RW        | leva        | Kapfenberg, Avstrija                |           |
| 87        | Avstrija                | Winfried Rac         | RW        | leva        | Beljak, Avstrija                    |           |
| 90        | Avstrija                | Patrick Maier        | C         | desna       | Feldkirch, Avstrija                 |           |
| 91        | Avstrija                | Martin Grabher Meier | F         | leva        | Lustenau, Avstrija                  |           |

### Prihodi med sezono
| Prišli med sezono | Prišli med sezono | Prišli med sezono | Prišli med sezono | Prišli med sezono  | Prišli med sezono |                              |
| ----------------- | ----------------- | ----------------- | ----------------- | ------------------ | ----------------- | ---------------------------- |
| #                 |                   | Igralec           | Položaj           | Prva tekma v klubu | Boljša roka       | Kraj rojstva                 |
| 7                 | Švedska           | Petri Liimatainen | Branilec          | 11. november 2008  | leva              |                              |
| 26                | Kanada            | Allan Rourke      | Branilec          | 29. januar 2009    | leva              | Mississauga, Ontario, Kanada |

## Trener
| Trenerska statistika | Trenerska statistika | Trenerska statistika | Trenerska statistika | Trenerska statistika | Trenerska statistika |                    |
| -------------------- | -------------------- | -------------------- | -------------------- | -------------------- | -------------------- | ------------------ |
|                      | Trener               | Prva tekma v klubu*  | Zadnja tekma v klubu | Zmag                 | Porazov              | Kraj rojstva       |
| Kanada · Italija     | Giacinto Jim Boni    | 19. september 2008   | trenutni trener      |                      |                      | Frosinone, Italija |

* Pod prva tekma v klubu je navedena prva tekma tega trenerja v tekmovanju, torej Avstrijski hokejski ligi. Pripravljalne tekme so izvzete.